# 嘉義市公車
嘉義市公車（がぎしこうしゃ）は台湾嘉義市内において嘉義市政府交通処が管轄し、現在は国光汽車客運と捷乗交通が運行するバス路線網。「市公車（市バス）」とも呼ばれる。

## 沿革
- 1949年 - 嘉義市の市営公共汽車管理処により2両1路線での運行を開始。
- 1951年 - 嘉義市が省轄市（現在の市）から県轄市に降格。
- 1953年2月 - 嘉義県政府建設課による県営で車両5台による市内路線の運行を再開。
- 1953年10月、県政府が県農会系の嘉合汽車公司を吸収し、嘉義県公共汽車管理処(以下、県公車処)が正式に発足。
- 1982年 - 嘉義市が省轄市に再昇格したことで市内バスの管轄機関として嘉義市政府交通処が発足。
- 2014年
  - 1月 - 市政府の行政改革で管轄機関の交通処が交通観光処に再編される。
  - 10月1日 - 嘉義客運公司による6路線の市内バス(旧1-3系統、5-7系統)運営開始(県公車処の路線は運行停止。）
- 2015年
  - 5月 - 嘉義県公車処が経営不振の上記6路線を再継承。
  - 6月1日 - 市内バス路線が1、6、7系統の3路線に再編。
  - 7月 - 県公車処が運行する県市を跨ぐ公路客運（中距離バス）27路線の市内区間にも一律12元の均一運賃を適用。
  - 8月1日 - IC乗車カード（悠遊卡・一卡通）導入。IC利用者は同月末まで無料。
  - 9月1日 - 均一運賃(12元)に再移行。
  - 10月1日 - 運賃が27%割引になる一卡通学生カードを導入。発売は県公車処。[1]。
- 2016年9月1日 - 県公車処が運行する市外バス27路線の市内区間均一運賃制度を終了。
- 2018年
  - 5月1日 - 市区1系統路線は嘉義栄民医院まで延長運行及び6便増便する[2][3][4]。
  - 7月18日 - 66系統運営開始(市區6系統は運行停止。）、2018年9月30日までICカードで乗車は無料であり。
  - 8月8日 - 66系統路線は3便増便する。
- 2020年
  - 5月21日 - 国光汽車客運電気ノンステップバス試験運営開始。
  - 6月1日 - 国光汽車客運中山幹線（綠線）運営開始とともに，元1と1A系統運営中止。
  - 12月28日 - 嘉義県公共汽車管理処が光林我嘉線（黄線）、忠孝新民幹線（紅線）運営開始。
- 2021年
  - 11月1日 - 嘉義県公共汽車管理処が国光汽車客運に光林我嘉線（綠線）と忠孝新民幹線（紅線）の経営権を移転した。

## 利用できるICカード
- 一卡通(iPASS)
- icash
- 悠遊卡(Easycard)

## 路線
| 系統                   | 行先                                                                                   | 運賃区分                              | 備考                                                                             |
| ---------------------- | -------------------------------------------------------------------------------------- | ------------------------------------- | -------------------------------------------------------------------------------- |
| 中山幹線（緑線）       | 大富路 - 嘉義大学校区内(嘉義駅、嘉義市先期交通転運中心経由）                           | 一区間運賃                            | - 最も本数が多い主力路線。                                                       |
| 中山幹線A（緑A線）     | 二二八国家紀念公園 - 嘉義大学校区内(嘉義駅、嘉義市先期交通転運中心経由）               | 一区間運賃                            |                                                                                  |
| 中山快捷（緑B線）      | 嘉義高工 - 文化路口(嘉義駅経由）                                                       | 一区間運賃                            |                                                                                  |
| 忠孝新民幹線（紅線）   | 忠孝北街 - 嘉義大学新民キャンパス -労工育楽中心                                        | 一区間運賃                            |                                                                                  |
| 忠孝新民幹線A（紅A線） | 民雄工業区服務中心（民雄工業団地サービスセンター） - 嘉義大学新民キャンパス - 彌陀夜市 | 一区間運賃                            |                                                                                  |
| 光林我嘉線（黄線）     | 港坪運動公園 - 蘭潭風景区                                                              | - 一区間運賃 - 旅行パッケージチケット | - 台湾好行光林我嘉線（嘉義市観光バス） - 垂楊路にあるバス停は嘉義BRTが乗換出来る |
| 光林我嘉線A（黄A線）   | 港坪運動公園 - 東洋新村                                                                | - 一区間運賃 - 旅行パッケージチケット | - 台湾好行光林我嘉線A(嘉義市観光バス) - 垂楊路にあるバス停は嘉義BRTが乗換出来る  |
| 楽活1                  | 済美仁愛之家 - 栄民医院長照点                                                          | 一区間運賃                            |                                                                                  |
| 楽活2                  | 竹村里活動中心 - 市政府                                                                | 一区間運賃                            |                                                                                  |
| 楽活3                  | 許氏宗祠予約 - 耐斯広場 - 許氏宗祠予約                                                 | 一区間運賃                            |                                                                                  |
| 楽活5予約              | 嘉義市転運中心(バスターミナル) - 嘉義市転運中心(バスターミナル)                        | 一区間運賃                            |                                                                                  |
| 楽活6                  | 紅瓦里(1)全家超商 - 嘉義基督教医院                                                     | 一区間運賃                            |                                                                                  |
| 楽活7                  | 民族国小（東市場）- 五港宮                                                             | 一区間運賃                            |                                                                                  |
| 楽活8                  | 嘉義市転運中心(バスターミナル) - 東洋新村 - 泰勒瓦荘園予約                             | 一区間運賃                            |                                                                                  |
| 楽活9                  | 栄民医院長照点 - 東洋新村 - 泰勒瓦荘園予約                                             | 一区間運賃                            |                                                                                  |

## 運賃
- 12元均一運賃
- ICカードで2025年12月31日まで無料

## 接続する他の交通機関
| 事業者、路線           | 接続場所                                                                   |
| ---------------------- | -------------------------------------------------------------------------- |
| 台湾鉄路管理局縦貫線   | 嘉義駅、嘉北駅                                                             |
| 阿里山森林鉄路阿里山線 | 嘉義駅、北門駅                                                             |
| 嘉義BRT                | 台鉄嘉義站後站、文化路口、新光三越遠東(三越遠東商圏)、民族停車場、嘉義公園 |
| 国道客運（高速バス）   | 嘉義市先期交通転運中心                                                     |

## 車両
- 成運Master MB120NSE三ドア電気バス（ノンステップバス）
- 成運Master MB090NSE一ドア電気バス（ノンステップバス）

## 写真集

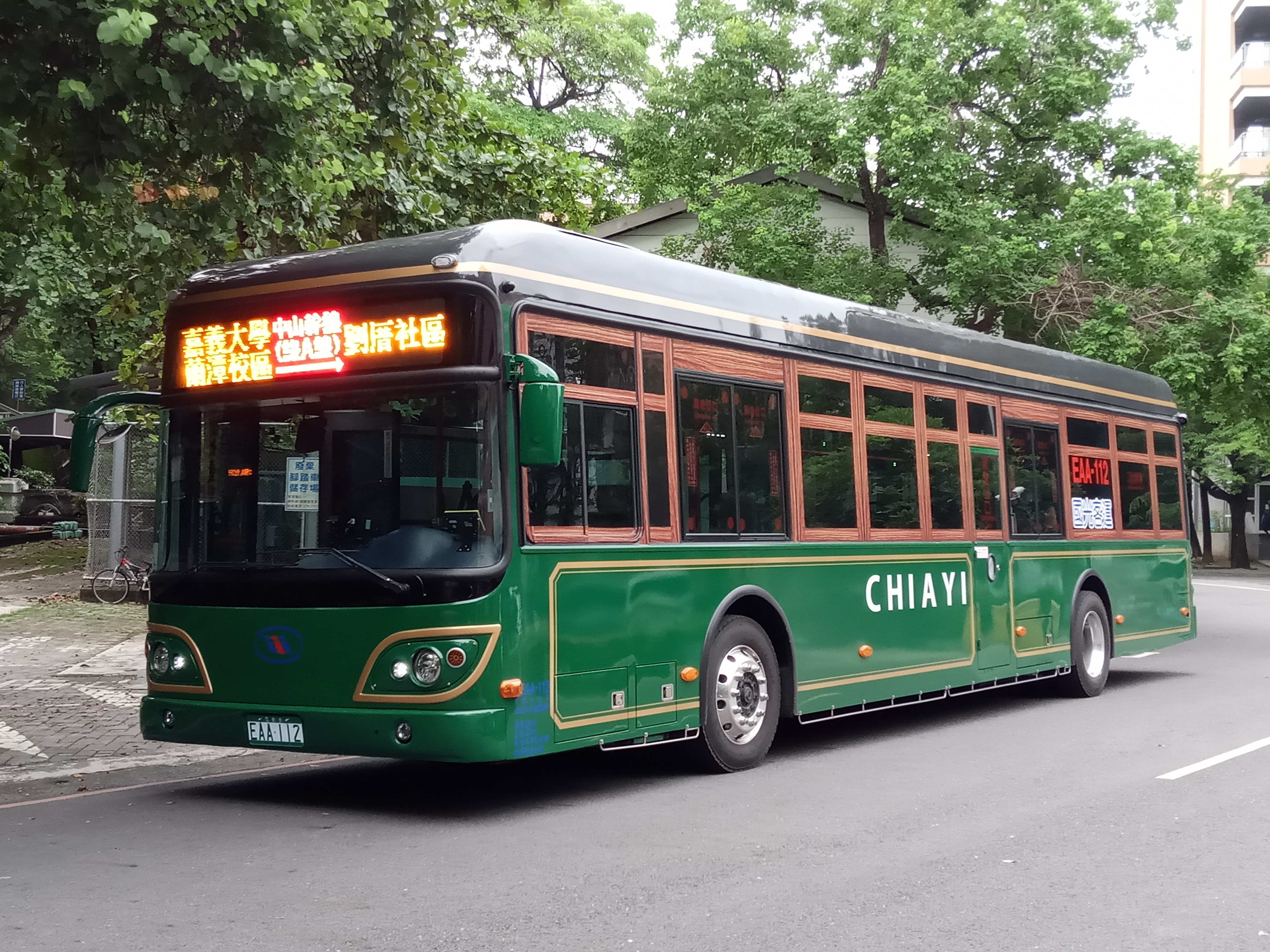
成運Master MB120NSE電気バス(ノンステップバス)
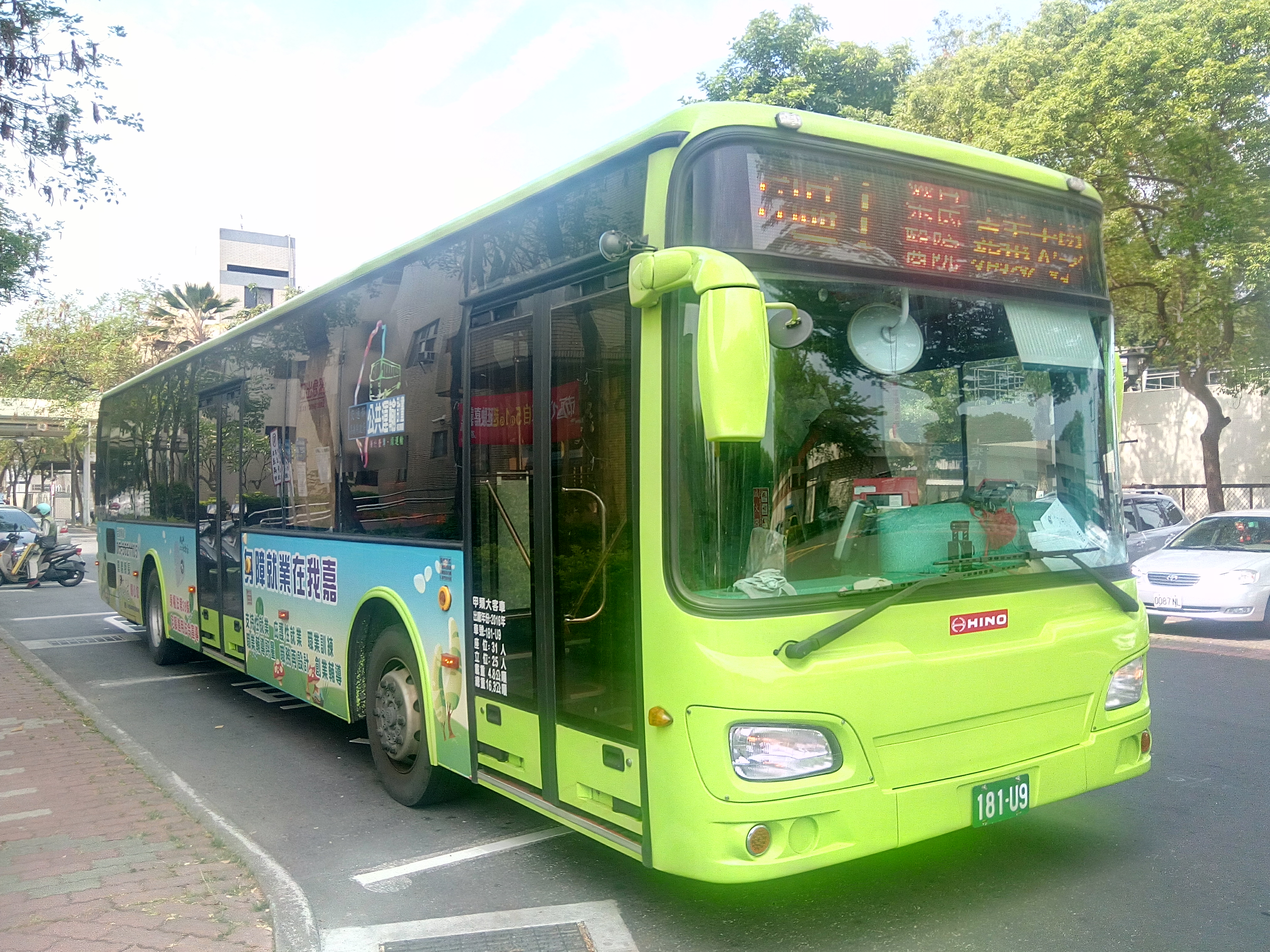
日野ノンステップバス初登場の嘉義市公車市区1系統(嘉義栄民医院にて)
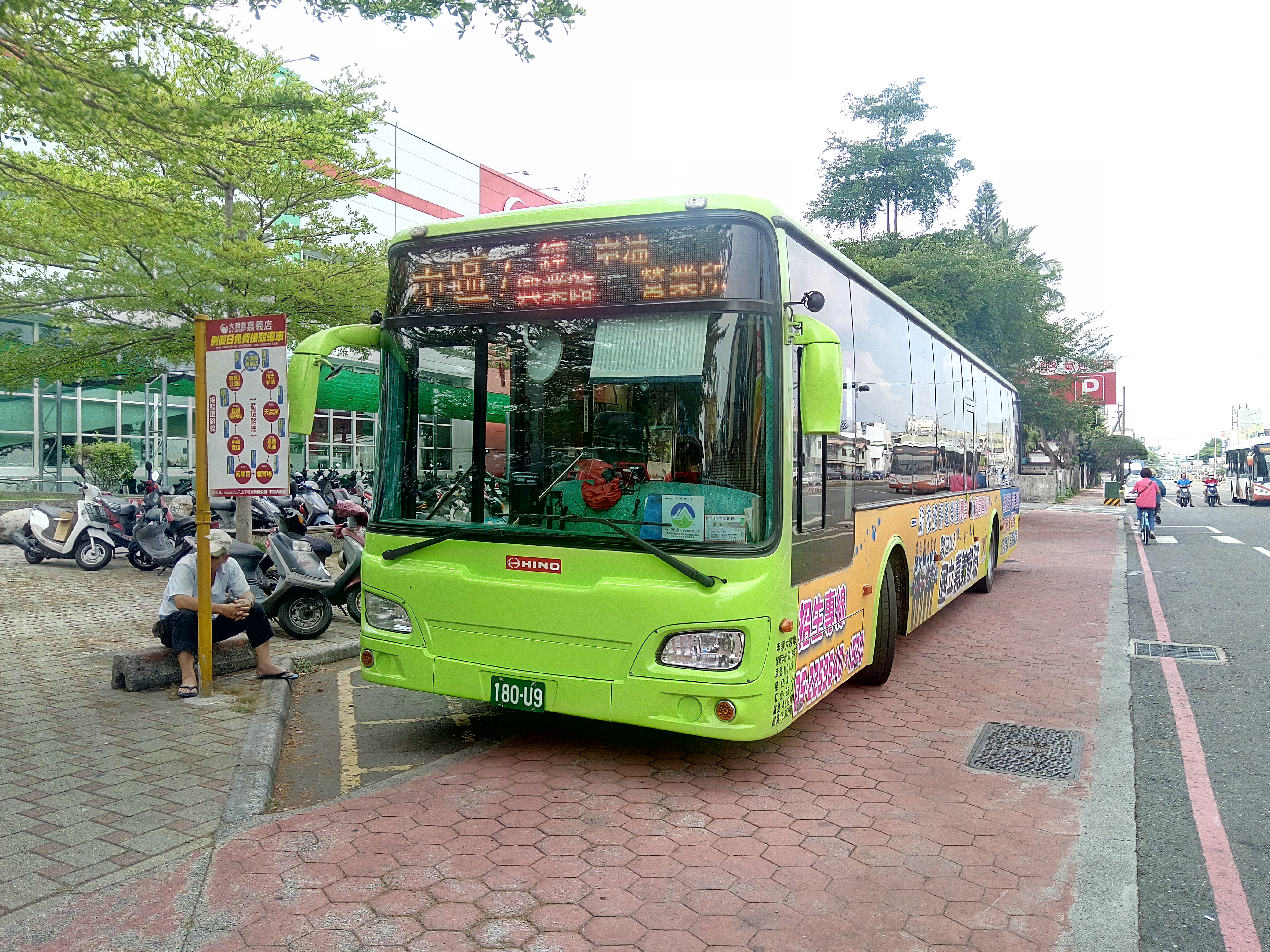
日野ノンステップバス初登場の嘉義市公車市区7系統(嘉義駅西口にて)
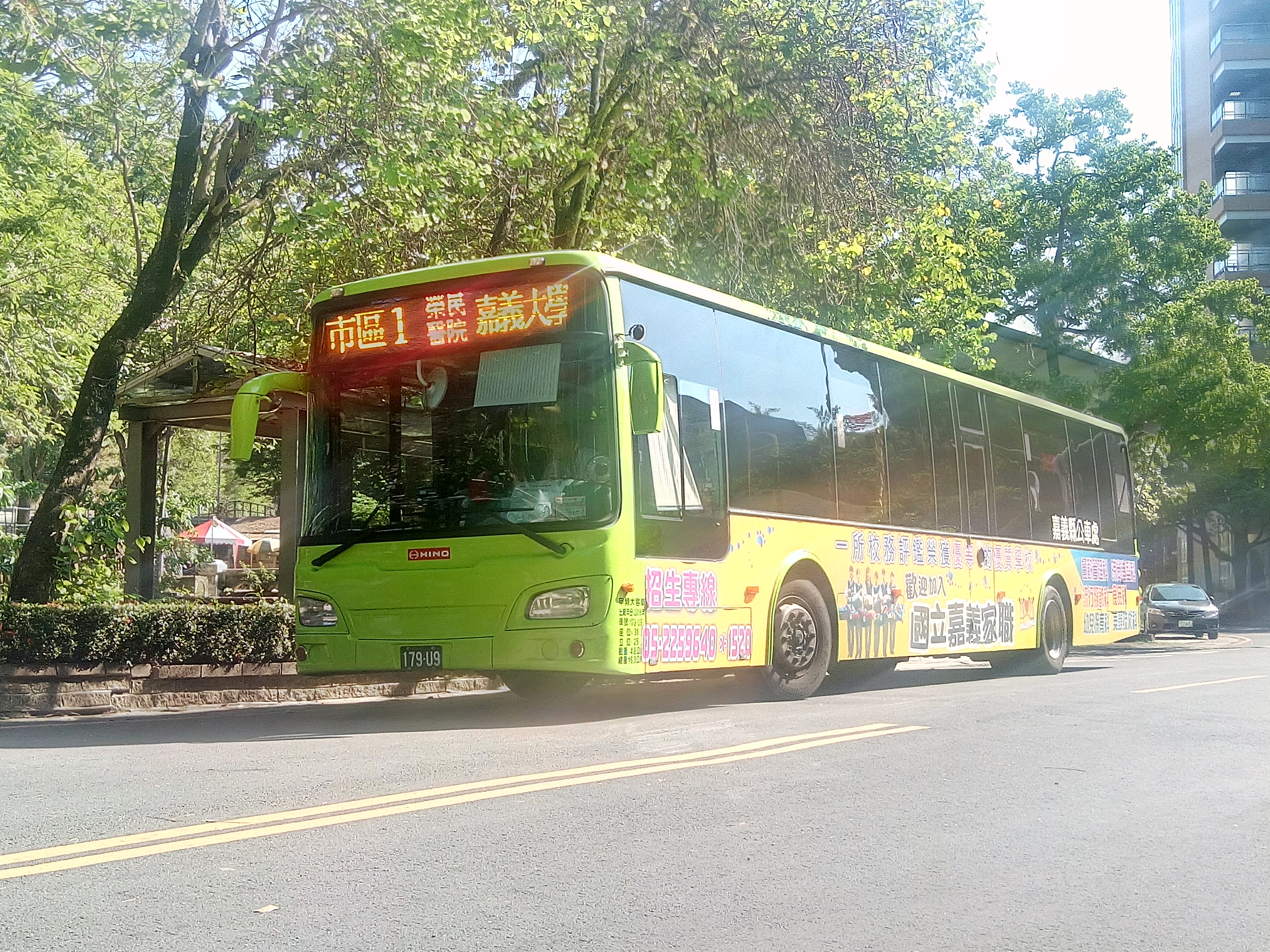
嘉義市バス市区1系統バス179-U9(国立嘉義大学にて)
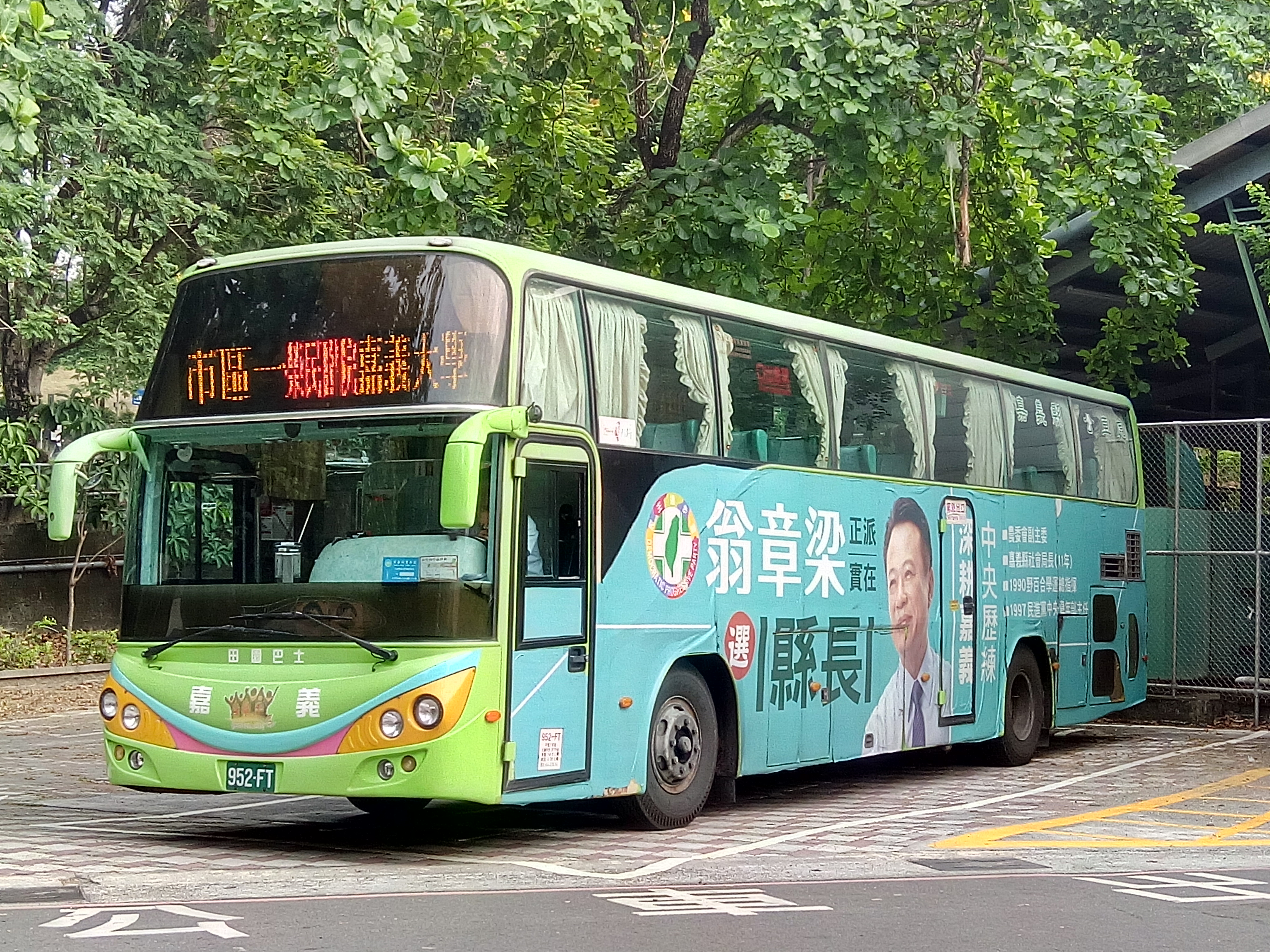
嘉義市バス市区1系統バス952-FT(国立嘉義大学にて)
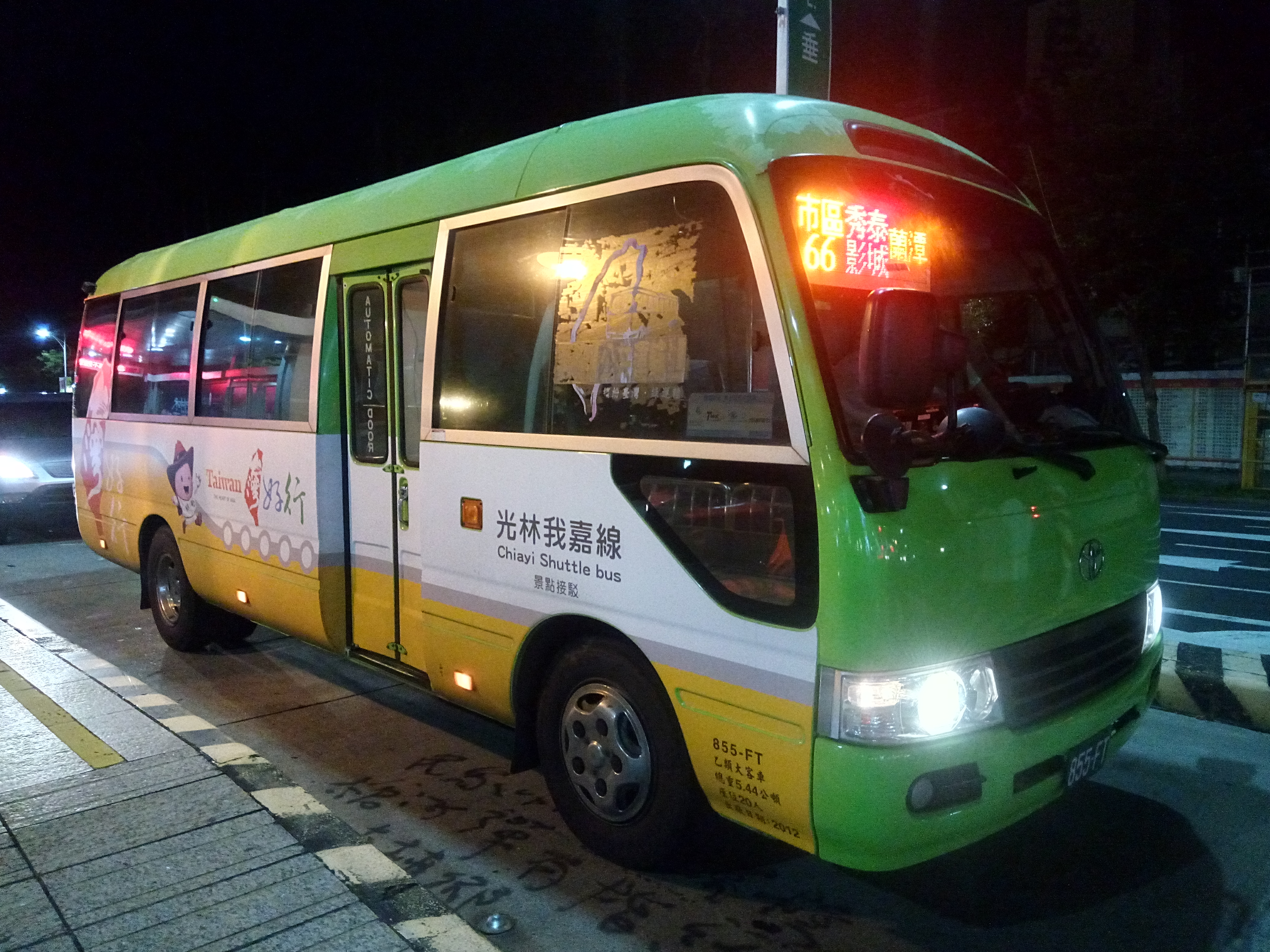
嘉義市バス66系統 台湾好行光林我嘉線 (文化路口にて)
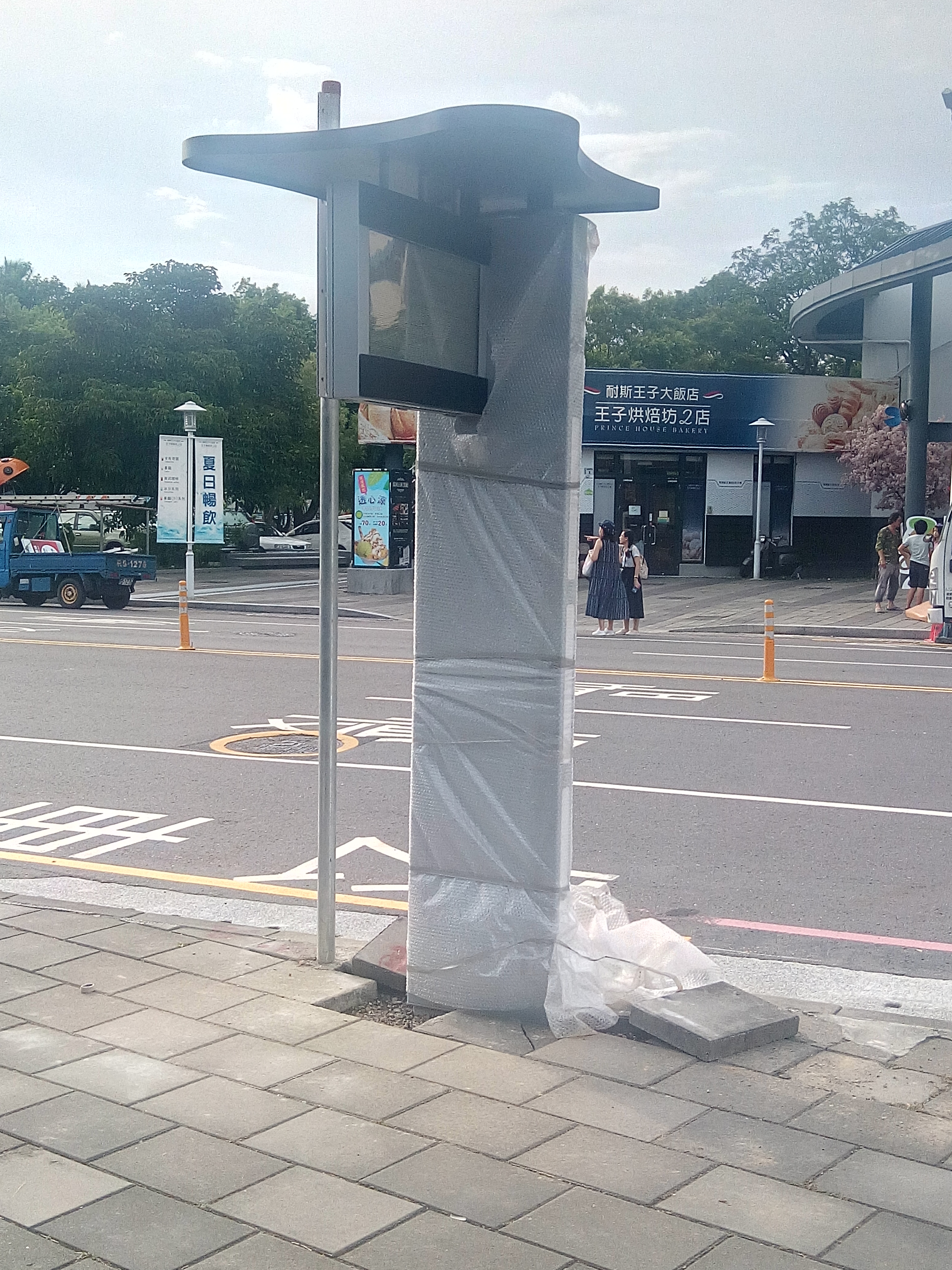
嘉義市バスがバス停で提供するバスロケーションシステム
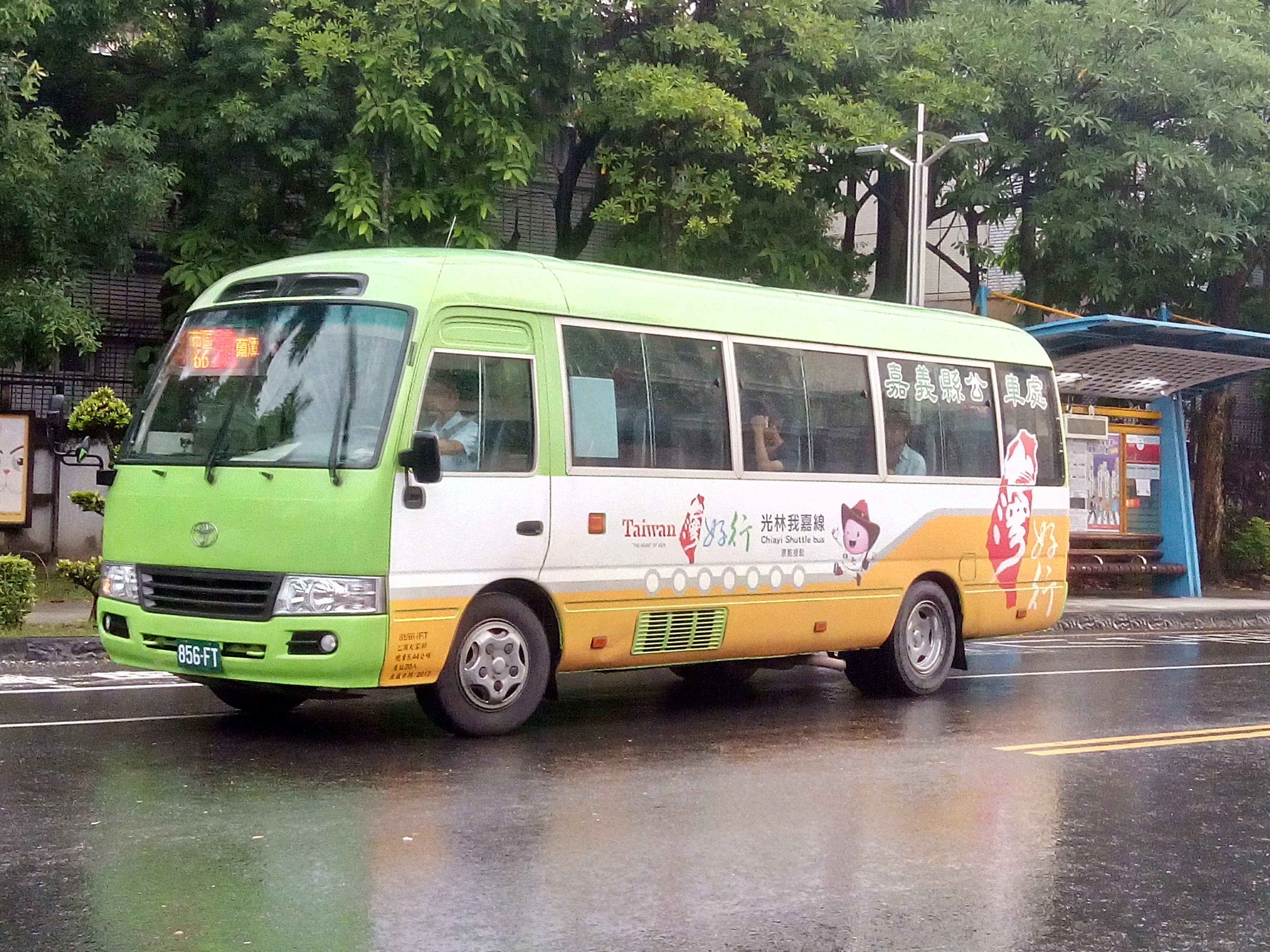
嘉義市バス66系統 (嘉義公園にて)
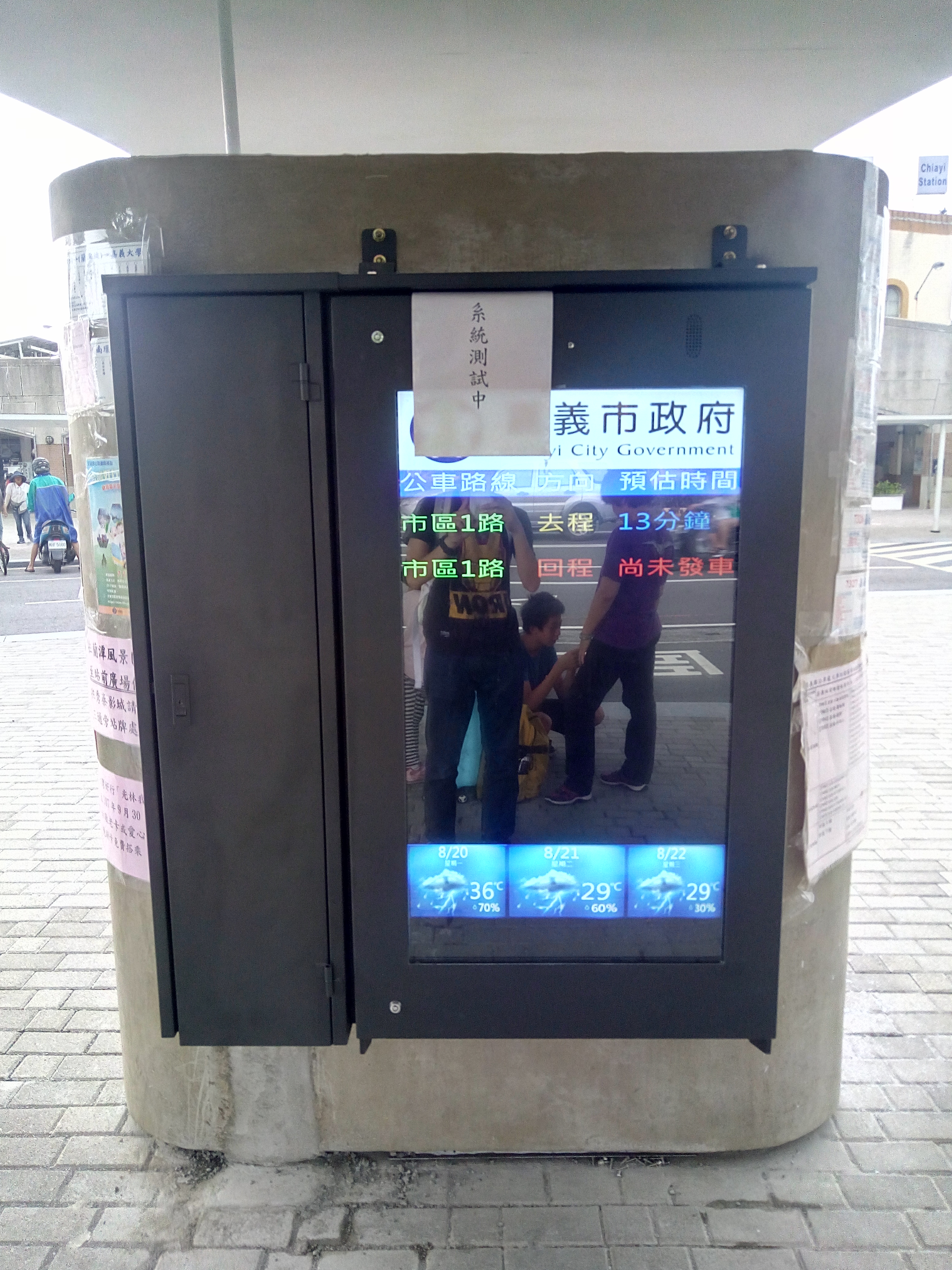
嘉義市バスがバス停で提供するバスロケーションシステム2018(嘉義駅にて)
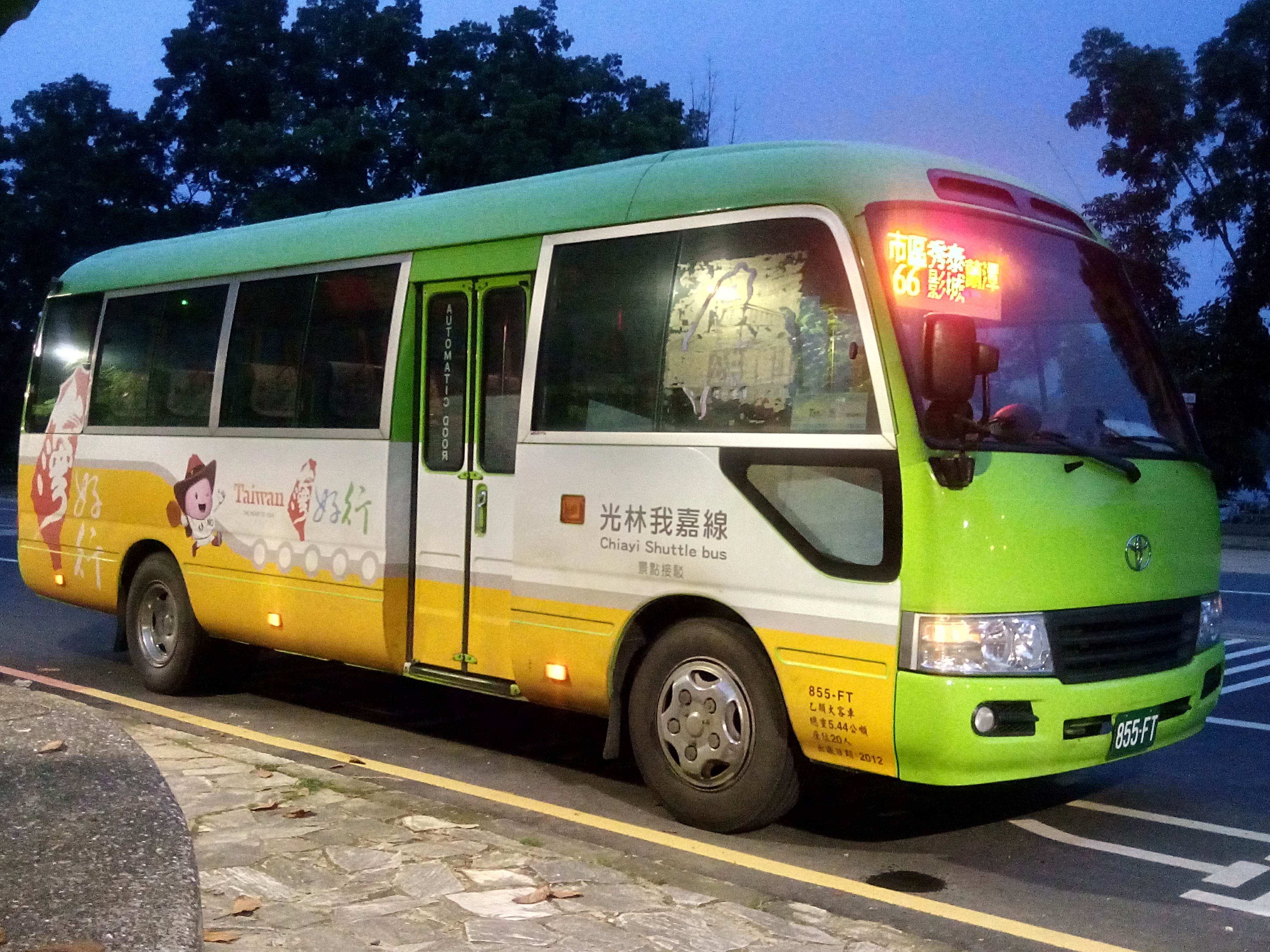
嘉義市公車66(855-FT，蘭潭風景区にて)
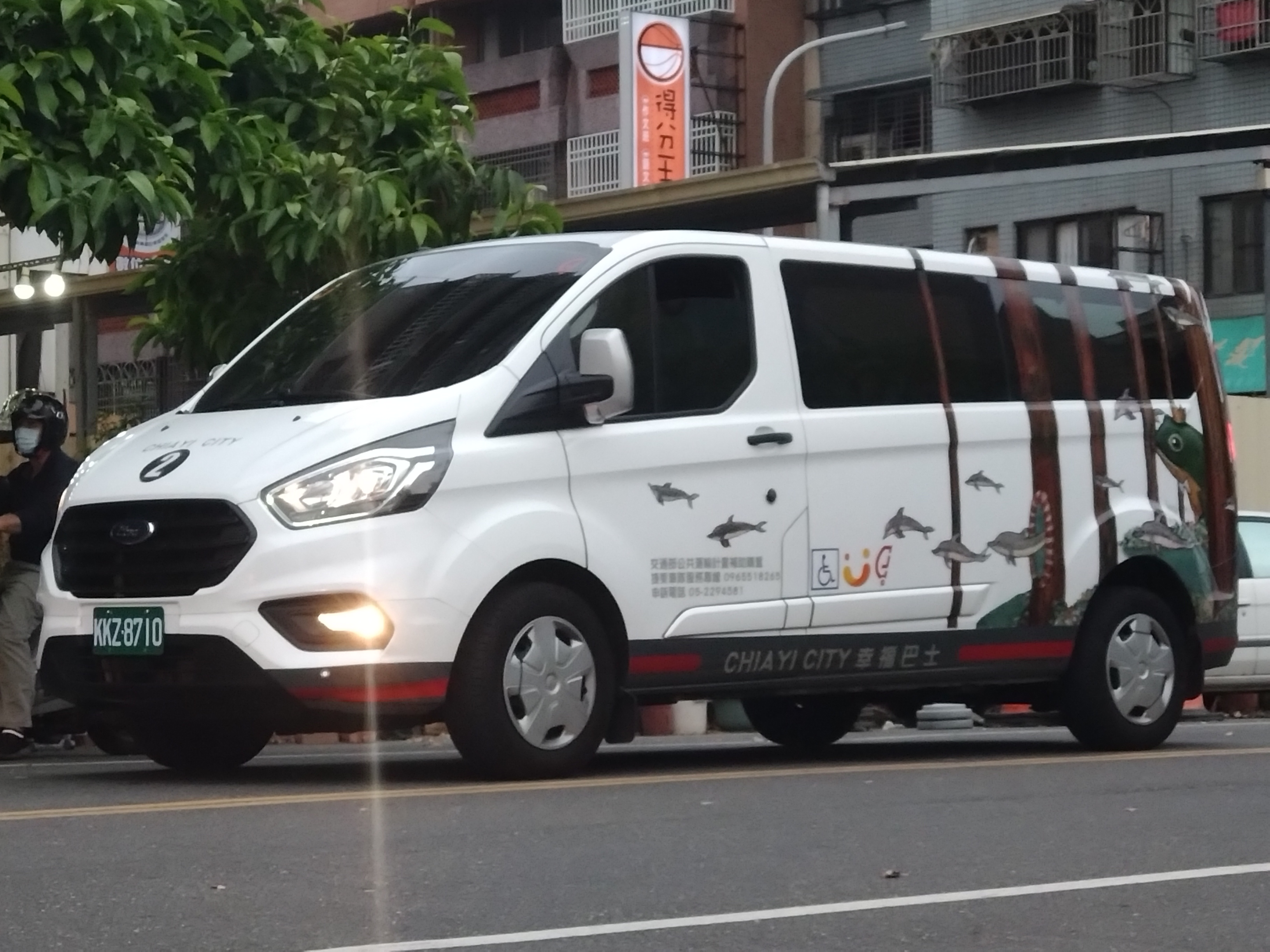
嘉義市公車幸福バス楽活2路（KKA-8710）